# Epidendrum tacanaense
Epidendrum tacanaense är en orkidéart som beskrevs av Hágsater, Soto Arenas och E.Santiago. Epidendrum tacanaense ingår i släktet Epidendrum och familjen orkidéer. Inga underarter finns listade i Catalogue of Life.